# Sue Thomas, l'œil du FBI
Pour les articles homonymes, voir Sue.
Sue Thomas, l'œil du FBI (Sue Thomas: F.B.Eye) est une série télévisée canado-américaine en un pilote de 90 minutes et 55 épisodes de 43 minutes, créée par Dave Alan Johnson et Gary R. Johnson et diffusée entre le 13 octobre 2002 et le 22 mai 2005 sur le réseau américain Pax et à partir du 22 février 2003 sur le réseau canadien CTV.
En France, la série a été diffusée entre le 5 décembre 2004 et le 11 septembre 2005 sur M6, depuis le 12 septembre 2009 sur Série Club, rediffusée sur Téva, depuis le 13 septembre 2011 sur W9, à partir du 2 décembre 2013 sur Paris Première et depuis le 2 juillet 2018 sur TV Breizh ; au Québec à partir du 24 août 2005 à Séries+, et en Belgique sur RTL-TVI.

## Synopsis
Sue Thomas, une jeune femme atteinte de surdité quitte sa ville natale afin de réaliser son rêve de travailler pour le FBI. Accompagnée de son chien de support pour malentendants, Lévi, elle réussit à se rendre utile grâce à son excellente capacité à lire sur les lèvres.
Entourée d'autres membres du FBI qui croient en elle, Sue se montre aussi douce que forte.

## Distribution

### Acteurs principaux
- Deanne Bray (VF : Laurence Dourlens) : Agent spécial Sue Thomas (en)
- Yannick Bisson (VF : Antoine Nouel) : Agent spécial Jack Hudson
- Enuka Okuma (VF : Pascale Vital) : Opératrice Lucy Dotson
- Ted Atherton (en) (VF : David Kruger) : Agent spécial Myles Leland
- Rick Peters (VF : Ludovic Baugin) : Agent spécial Bobby Manning
- Marc Gomes (VF : Gilles Morvan) : Agent spécial Dimitrius Gans
- Tara Samuel (VF : Edwige Lemoine) : Agent spécial Tara Williams
- Jesse Renfro : Levi (le chien)

### Acteurs récurrents
- Eugene Clark (en) : Ted Garrett (saisons 1 et 2, 16 épisodes)
- Jack Jessop (VF : Robert Darmel) : Charlie Adams, ami de Sue / mécanicien (10 épisodes)
- Jonathan Wilson (VF : Thierry Wermuth) : Howie Fines, informateur (8 épisodes)
- Polly Shannon (VF : Laura Blanc) : Darcy D'Angelo (6 épisodes)
- Ed Sahely (en) (VF : Jean-Pierre Leroux) : Randy (6 épisodes)
- Robert Bidaman (VF : Bernard Lanneau) : Matthew « Marty » Pavone (saisons 1 et 2, 6 épisodes)
- Troy Kotsur : Troy Myers, informateur sourd (5 épisodes)
- Charles Woods Gray : Stan Eldridge (saison 1, 5 épisodes)
- Jeffrey Douglas (VF : Damien Boisseau) : David Palmer (saisons 1 et 2, 4 épisodes)
- Sammi Bourgeois : Amanda Duffman (saisons 2 et 3, 4 épisodes)
- Kathy Maloney : Kelly Dimeo (saison 3, 9 épisodes)

 Source et légende : version française (VF) sur RS Doublage

## Épisodes

### Première saison (2002-2003)
1. Une nouvelle recrue (Pilot) 90 minutes
2. Enquête explosive (Bombs Away)
3. Le Contrat (Assassins)
4. Indic de choc (A Snitch in Time)
5. Une affaire à portée de main (The Signing)
6. L'Ombre du passé (A Blast from the Past)
7. Père Noël braqueur (Silent Night)
8. Témoins gênants (Greed)
9. L'Immunité diplomatique (Diplomatic Immunity)
10. Alerte à la bombe (Dirty Bomb)
11. Les Convoyeurs (The Heist)
12. Trahison (The Leak)
13. Portée disparue (Missing)
14. Père et fils (Prodigal Father)
15. Parole contre parole (He Said She Said)
16. Le Chasseur (The Hunter)
17. Fugitif (The Fugitive)
18. L'Imposteur (Billy the Kid aka Question Mark)

### Deuxième saison (2003-2004)
1. Menace sur la ville (The Girl Who Signed Wolf)
2. Le Sniper (The Sniper)
3. Sécurité intérieure (Homeland Security)
4. Une vieille affaire (Cold Case)
5. Pour le meilleur… - 1re partie (The Newlywed Game)
6. …Et pour le pire - 2e partie (Breaking Up Is Hard to Do)
7. Dans la ligne de mire (Bad Hair Day)
8. Panier de crabes (Political Agenda)
9. L'Enfer du jeu (Bobby Gambling aka The Gambler)
10. La Rançon (Into Thin Air)
11. Hold up (To Grandmother's House We Go)
12. Messages codés (The Lawyer)
13. Les Démons du passé (The Holocaust Survivor)
14. Le Mentor (The Mentor)
15. Infiltration (Rocket Man)
16. Les Scorpions (Elvis Is in the Building)
17. Cibles mouvantes (Hit and Run)
18. Preuves à l’appui (Concrete Evidence)
19. Le Baiser (The Kiss)

### Troisième saison (2004-2005)
Elle a été diffusée à partir du 3 octobre 2004 sur Pax.
1. Langue de vipère (Adventures in Babysitting)
2. Trafic (The Body Shop)
3. Les Blessures du passé (Skin Deep)
4. Mauvaises fréquentations (The New Mafia)
5. Menace finale - 1re partie (The Actor)
6. Menace finale - 2e partie (Planes, Trains & Automobiles)
7. Les Règles du jeu (Simon Says)
8. Drôles de témoins (Did She or Didn't She?)
9. Meurtre sur le campus (The Fraternity)
10. Agent très secret - 1re partie (Secret Agent Man)
11. Agent très secret - 2e partie (Spy Games)
12. Le Petit Soldat (Boy Meets World)
13. Faux prophète (False Profit)
14. Horace, ô désespoir (Who Wants to Be a Millionaire)
15. Vengeance (The Bounty Hunter)
16. Troy story (Troy Story)
17. L'Homme de l'ombre (Mind Games)
18. Un plan presque parfait (Bad Girls)
19. Ce n'est qu’un au revoir (Ending and Beginnings)

## Commentaires
L'histoire est inspirée par celle de la vraie Sue Thomas, agent du FBI atteinte de surdité. Dans le dernier épisode de la première saison, L’Imposteur, celle-ci fait une brève apparition (un « caméo ») où elle se présente comme Deanne (c'est le prénom de la comédienne qui l'incarne) et dit être actrice. Elle fait aussi une apparition dans le dernier épisode de la saison 3, intitulé Ce n'est qu'un au-revoir.
Deanne Bray, le personnage principal, est une actrice elle-même malentendante.
La musique du générique est Who I Am, chantée par Jessica Andrews et écrite par Brett James et Verges Troy.
Le tournage s'est principalement déroulé à Toronto, Ontario.

## Reprise de la série
Depuis la fin de la série, plusieurs annonces ont été faites sur une possible reprise de la série. En 2007, Sue Thomas annonce que le tournage pourrait reprendre pendant l'été. Cette annonce n'a jamais eu de suite.
Mais en 2009, la série sera rediffusée sur la chaine américaine Animal Planet à partir du 6 avril. Gary R. Johnson, cocréateur de la série, affirme que si les rediffusions sont appréciées par les téléspectateurs, la chaine pourrait être intéressée et produire de nouveaux épisodes. Il invite les fans à se manifester auprès d'Animal Planet pour montrer leur soutien à la série.